# La Quête des druides
 (février 2014).
Si vous disposez d'ouvrages ou d'articles de référence ou si vous connaissez des sites web de qualité traitant du thème abordé ici, merci de compléter l'article en donnant les références utiles à sa vérifiabilité et en les liant à la section « Notes et références ».
La Quête des druides est le deuxième tome de la trilogie: Le cycle des druides de la collection Seyrawyn. Il est écrit par Martial Grisé en collaboration avec l'artiste Maryse Pepin et a paru en 2013 aux Éditions McGray,,,,,. 

## Résumé
Sur l’île perdue d’Arisan, la guerre entre les gardiens de Lönnar qui protègent «La Source» et le peuple des Géants de pierre sous le règne du roi Arakher est imminente.   Les batailles sont de plus en plus nombreuse et les affrontements féroces.   Le premier Vizir du roi, Dihur, Grand Druide des Quatre Éléments influence le roi Arakher dans l'issue de la bataille afin de s'approprier lui-même  l'énergie que procure «La Source».  
La quête de Miriel,  fille du Grand Druide Arminas, et ses compagnons se continue sur les mystérieuses Terre du Sud d'Arisan .   Si celle-ci réussit, la prophétie pourrait bien se réaliser.

## Description de la page couverture
Nous retrouvons trois Gardiens du Secret soit:
- Marack fils de Marack, guerrier viking;
- Seyrawyn, Falsadu-Dreki (Pseudo-Dragon) ;
- Bertmund LeGrand, dit  LaParure, lieutenant de la temporaine, Troubadour et son œuf de Dragon Bleu